# Llista d'espècies d'actinopòdids
Llista d'espècies de actinopòdids, una família d'aranyes migalomorfs, descrita per primera vegada per Eugène Simon el 1892. Es troben a Austràlia i Sud-amèrica, amb només tres gèneres, un dels quals, Missulena, és molt verinós. Aquest llistat conté la informació recollida fins al 28 d'octubre de 2006.

## Gèneres i espècies

### Actinopus
Actinopus Perty, 1833
- Actinopus caraiba (Simon, 1889) (Veneçuela)
- Actinopus ceciliae Mello-Leitão, 1931 (Brasil)
- Actinopus crassipes (Keyserling, 1891) (Brasil, Paraguai, Argentina)
- Actinopus cucutaensis Mello-Leitão, 1941 (Colòmbia)
- Actinopus dubiomaculatus Mello-Leitão, 1923 (Brasil)
- Actinopus echinus Mello-Leitão, 1949 (Brasil)
- Actinopus fractus Mello-Leitão, 1920 (Brasil)
- Actinopus harti Pocock, 1895 (Trinidad)
- Actinopus insignis (Holmberg, 1881) (Argentina)
- Actinopus liodon (Ausserer, 1875) (Uruguai)
- Actinopus longipalpis C. L. Koch, 1842 (Uruguai)
- Actinopus nattereri (Doleschall, 1871) (Brasil)
- Actinopus nigripes (Lucas, 1834) (Brasil)
- Actinopus paranensis Mello-Leitão, 1920 (Argentina)
- Actinopus pertyi Lucas, 1843 (Sud d'Amèrica)
- Actinopus piceus (Ausserer, 1871) (Brasil)
- Actinopus princeps Chamberlin, 1917 (Brasil)
- Actinopus pusillus Mello-Leitão, 1920 (Brasil)
- Actinopus robustus (O. P.-Cambridge, 1892) (Panamà)
- Actinopus rojasi (Simon, 1889) (Veneçuela)
- Actinopus rufibarbis Mello-Leitão, 1930 (Brasil)
- Actinopus rufipes (Lucas, 1834) (Brasil)
- Actinopus scalops (Simon, 1889) (Veneçuela)
- Actinopus tarsalis Perty, 1833 (Brasil, Uruguai)
- Actinopus trinotatus Mello-Leitão, 1938 (Brasil)
- Actinopus valencianus (Simon, 1889) (Veneçuela)
- Actinopus wallacei F. O. P.-Cambridge, 1896 (Brasil, Bolívia)
- Actinopus xenus Chamberlin, 1917 (Sud d'Amèrica)

### Missulena
Missulena Walckenaer, 1805
- Missulena bradleyi Rainbow, 1914 (Nova Gal·les del Sud)
- Missulena dipsaca Faulder, 1995 (Austràlia)
- Missulena granulosa (O. P.-Cambridge, 1869) (Oest d'Austràlia)
- Missulena hoggi Womersley, 1943 (Oest d'Austràlia)
- Missulena insignis (O. P.-Cambridge, 1877) (Austràlia)
- Missulena occatoria Walckenaer, 1805 (Sud d'Austràlia)
- Missulena pruinosa Levitt-Gregg, 1966 (Oest d'Austràlia, Territori del Nord)
- Missulena reflexa Rainbow & Pulleine, 1918 (Sud d'Austràlia)
- Missulena rutraspina Faulder, 1995 (Oest d'Austràlia, Sud d'Austràlia, Victòria)
- Missulena torbayensis Main, 1996 (Oest d'Austràlia)
- Missulena tussulena Goloboff, 1994 (Xile)

### Plesiolena
Plesiolena Goloboff & Platnick, 1987
- Plesiolena bonneti (Zapfe, 1961) (Xile)
- Plesiolena jorgelina Goloboff, 1994 (Xile)